# Aleksandr Bratchikov
Aleksandr Bratchikov (né le 21 juillet 1947) est un athlète russe, spécialiste du 400 mètres.

## Biographie
Concourant pour l'URSS dès la fin des années 1960, Aleksandr Bratchikov se distingue particulièrement lors des Jeux européens en salle et des Championnats d'Europe en salle en remportant trois médailles individuelles sur 400 m (l'or en 1970, l'argent en 1968 et le bronze en 1971) ainsi que six médailles dans les épreuves de relais (l'or en 1967 et 1968, et l'argent en 1968, 1969, 1970 et 1971).
Sur piste extérieure, il remporte la médaille d'argent du relais 4 × 400 m des Championnats d'Europe 1969 aux côtés de Yevgeniy Borisenko, Boris Savchuk et Yuriy Zorin.

### Palmarès
| Date | Compétition                    | Lieu    | Résultat | Épreuve              |
| ---- | ------------------------------ | ------- | -------- | -------------------- |
| 1967 | Jeux européens en salle        | Prague  | 1er      | Relais 4 × 2 tours   |
| 1967 | Jeux européens en salle        | Prague  | 2e       | Relais 1+2+3+4 tours |
| 1968 | Jeux européens en salle        | Madrid  | 2e       | 400 m                |
| 1968 | Jeux européens en salle        | Madrid  | 3e       | Relais 4 × 2 tours   |
| 1969 | Jeux européens en salle        | Madrid  | 2e       | Relais 4 × 2 tours   |
| 1969 | Championnats d'Europe          | Athènes | 2e       | Relais 4 × 400 m     |
| 1970 | Championnats d'Europe en salle | Vienne  | 1er      | 400 m                |
| 1970 | Championnats d'Europe en salle | Vienne  | 2e       | Relais 4 × 400 m     |
| 1971 | Championnats d'Europe en salle | Sofia   | 3e       | 400 m                |
| 1971 | Championnats d'Europe en salle | Sofia   | 2e       | Relais 4 × 400 m     |

### Records
| Épreuve | Épreuve   | Performance | Lieu    | Date              |
| ------- | --------- | ----------- | ------- | ----------------- |
| 400 m   | Plein air | 45 s 9      | Athènes | 18 septembre 1969 |
| 400 m   | Salle     | 46 s 6      | Vienne  | 15 mars 1970      |